# مایکل شوماخر (بازیکن فوتبال)
مایکل شوماخر (انگلیسی: Michael Schuhmacher؛ زادهٔ ۲۰ august ۱۹۵۷ (۶۷ سال)) بازیکن فوتبال اهل آلمان است.
از باشگاه‌هایی که در آن بازی کرده‌است می‌توان به باشگاه فوتبال اوردینگن ۰۵، باشگاه فوتبال کایزرسلاوترن، باشگاه فوتبال ماینتس ۰۵، و باشگاه فوتبال بروسیا مونشن‌گلادباخ اشاره کرد.